# Ян Табачник
Я́н Петрович Таба́чник (ім'я при народженні — Яків Піневич Табачнік; 31 липня 1945, Чернівці — 11 вересня 2023, Тель-Авів) — радянський та український акордеоніст і політик. Народний артист України (1994). Народний депутат України кількох скликань, генеральний продюсер та ведучий Міжнародного телевізійного проєкту «Маю честь запросити», засновник фестивалів-конкурсів «Володимир Крайнєв запрошує» та AccoHoliday.

## Біографія
Народився 31 липня 1945 року у м. Чернівці у єврейській родині. Освіту здобував на музично-педагогічному факультеті Мелітопольського державного педагогічного інституту (1985—1990) та юридичному факультеті Київського національного університету імені Тараса Шевченка (2011).
- 1964—1965 — артист Астраханської обласної, згодом — Калмицької державної філармонії.
- 1965—1966 — музикант-інструменталіст Аджарського відділу Грузинської державної філармонії.
- 1967—1968 — акордеоніст, Держфілармонія ПБК; соліст джаз-оркестрів Марка Горєліка та Шико Аранова.
- 1968—1969 — повертається до Чернівців, де протягом восьми років працює директором РБК Першотравневого району.
- 1979—1994 — на запрошення Запорізької обласної філармонії переїздить до м. Запоріжжя, де створює та стає художнім керівником фольклорного ансамблю «Сурми», гурту «Новий день» та інструментального колективу «РИФФ».
- 1995 — створює в Одесі Муніципальний театр музики Яна Табачника.
- 1997—1998 — професор кафедри народних інструментів Київського національного університету культури та мистецтв. Має почесні професорські звання у кількох музичних вишах, серед яких Тель-Авівська та Донецька консерваторії.
- Протягом 1999 року їздив з агітаційним туром за кандидата у Президенти України Леоніда Кучму по в'язницям та колоніям.
- З 2000 року — заступник голови опікунської ради Всеукраїнського Фонду «Надії і Добра».
- У 2000-му році створив у Києві Міжнародний творчий центр Яна Табачника, найуспішнішими проєктами якого є телевізійне шоу «Маю честь запросити» (виходило на українському телебаченні протягом 20 років, і за цей час програму подивилися 700 мільйонів глядачів у різних країнах світу) та щорічний Міжнародний конкурс-фестиваль професійного виконавського мистецтва AccoHoliday, в якому взяли участь молоді акордеоністи, виконавці як естрадно-джазової, так і класичної музики, з понад 40 країн світу.

Із 1987 року Ян Табачник виступав із сольними концертами в Австрії, Фінляндії, Польщі, у 90-ті неодноразово гастролював у США, Канаді, Німеччині, Австралії, Великій Британії, Ізраїлі та інших країнах. Став лауреатом численних конкурсів і фестивалів, привіз в Україну визнану єврейським світовим товариством нагороду «Золота менора». Пострадянський простір об'їздив від Кушки до Діксона, від Сахаліну до Карпат, що підтверджує колекція концертних афіш музиканта, найстарішою з яких 60 років.
Із 1976 року випустив п'ять дисків-гігантів на Всесоюзній фірмі «Мелодія». У створенні записів брали участь симфоджазові колективи, бенди та бігбенди. Випустив 10 компакт-дисків, у двох із яких є автором музики і текстів пісень. Пісні Яна Табачника брали до свого репертуару Йосип Кобзон, Вахтанг Кікабідзе, Людмила Гурченко, Валентина Толкунова та інші відомі артисти. У Музеї гармоніки Альфреда Мірека творчості Яна Табачника присвячений один зі стендів експозиції.

### Нагороди та звання
Заслужений артист УРСР (1989). Народний артист України (1994).
Кавалер ордена князя Ярослава Мудрого V ст. Повний кавалер ордена «За заслуги». Повний кавалер ордена Святого Станіслава. Нагороджений орденом «Суспільне визнання» III ст., Золотим хрестом «Меценати Батьківщини», Має нагороди Уповноваженого з прав людини України, СБУ, МВС та Міністерства транспорту України, спецпідрозділу «Альфа», прикордонних військ України, медаль «За ліквідацію наслідків аварії на ЧАЕС» II ст.
Відзначений премій і нагород, серед яких Золота медаль Ізраїлю, Президентський орден «Сяйво» (Грузія), орден Петра Великого I ст. (Росія), орден царя Соломона Мудрого, орден Святого Володимира I ст., Орден Горчакова I ст., Орден Дмитра Донського, золотий орден Миколи Чудотворця I ст., Орден Святого князя Олександра Невського I ст., Орден Михайла Ломоносова та інші. Має звання-титули «Маестро», «Золотий акордеон», «Гранд-маестро», нагороду Legenda viva («Жива легенда») і іменну зірку на Алеї зірок міста Києва.
Лауреат Міжнародної премії імені Сіді Таль. Почесний громадянин міст Чернівці та Мелітополь. Увійшов до сотні знаменитих євреїв світу, народжених в Україні.

### Депутатська діяльність
Депутат Верховної Ради 5-го скликання з 04.2006 від Партії регіонів, № 20 в списку.
У 2007—2012 — Депутат Верховної Ради 6-го скликання з 11.2007 від Партії регіонів, № 20 в списку. На час виборів: народний депутат України, член ПР. 10 серпня 2012 року у другому читанні проголосував за Закон України «Про засади державної мовної політики».
У 2012—2014 — Депутат Верховної Ради 7-го скликання.
Входив до комітету з боротьби з організаційною злочинністю і корупцією. У політику, за словами музиканта, його привела громадська діяльність: Ян Табачник був заступником голови опікунської ради Всеукраїнського благодійного фонду «Надії й Добра», діяльністю якого опікувалася перша леді України Людмила Кучма. Працюючи з фондом, Ян Табачник об'їздив з концертами й гуманітарною допомогою більше сотні дитячих будинків та шкіл-інтернатів України, а також виправно-трудові колонії, в тому числі для неповнолітніх злочинців. Для деяких в'язнів музикант добився перегляду справ і допоміг повернутися до нормального життя.
Є ініціатором створення й очільником клубу «Маю честь», члени якого придбали 35 будинків для багатодітних та малозабезпечених українських сімей. У 2008 році до 600-річчя Чернівців подарував рідному місту пам'ятний знак авторства Зураба Церетелі.

## Смерть
11 вересня 2023 року в Тель-Авів-Яфо, Ізраїль він помер після дворічної боротьби з раком легень.

## Родина
- Батько — Петро (Піня) Борисович (1910–1981) — інженер-текстильник;
- Мати — Ханна Ізраїлівна (1912—1980) — домогосподарка;
- Дружина — Недєльська Тетяна Володимирівна (2 вересня 1971), співачка, народна артистка України;
- Сини — Петро (1996), Павло (2000), Михайло (2002).